# Sibérie m'était contéee
Sibérie m'était contéee è il quarto album di Manu Chao uscito nel 2004. Il titolo contiene un "gioco di parole" sulla base di una locuzione francese ben conosciuta Si ... m'était conté ("se ... mi venisse raccontato").

## Tracce
1. Le P'tit Jardin
2. Petite Blonde du boulevard Brune
3. La Valse à sale temps
4. Les Mille Paillettes
5. Il faut manger
6. Helno est mort
7. J'ai besoin de la Lune
8. L'Automne est las
9. Si loin de toi, je te joue
10. 100.000 remords
11. Trop tot, trop tard
12. Te tromper
13. Madame banquise
14. Les Rues de l'hiver
15. Sibérie fleuve amour
16. Les petites Planètes
17. Te souviens tu...
18. J'ai besoin de la Lune remix
19. Dans Mon jardin
20. Merci bonsoir...
21. Je suis fou de toi
22. Les Yeux turquoises
23. Sibérie

## Classifiche
| Paese   | Posizione più alta |
| ------- | ------------------ |
| Francia | 32                 |